# El Observador (Uruguai)
|  | Aquest article tracta sobre el diari uruguaià. Si cerqueu el diari barceloní, vegeu «El Observador». |

El Observador és un diari matiner uruguaià, editat a la ciutat de Montevideo.
El seu primer exemplar es va publicar el 22 d'octubre del 1991. El diari es distribueix els set dies de la setmana. És d'àmbit nacional, s'escriu en castellà i és de gènere generalista.